# NGC 2844
NGC 2844 (również PGC 26501 lub UGC 4971) – galaktyka spiralna (Sa), znajdująca się w gwiazdozbiorze Rysia. Odkrył ją William Herschel 18 marca 1787 roku.